# Friedrich Blochmann

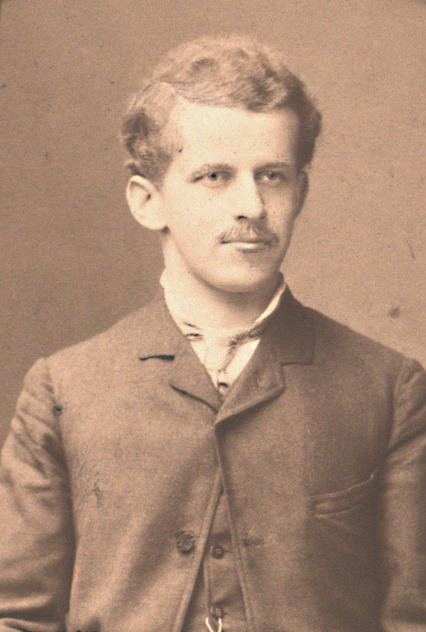
Friedrich Blochmann

Friedrich Johann Wilhelm Blochmann (* 21. Januar 1858 in Karlsruhe; † 22. September 1931 in Tübingen) war ein deutscher Zoologe. Er lehrte an den Universitäten Rostock und Tübingen.

## Leben und Werk
Friedrich Blochmann, Sohn des gleichnamigen Küblermeisters und der Katharina Joh besuchte ein Gymnasium seiner Vaterstadt und studierte am Polytechnischen Hochschule Karlsruhe und an der Universität Heidelberg. In Karlsruhe wurde er Mitglied der akademischen Verbindung Cheruskia, in Heidelberg der Verbindung Rupertia. Am 3. März 1881 wurde er in Heidelberg als akademischer Schüler von Otto Bütschli zum Doktor der Philosophie promoviert.
Nach seiner Promotion wurde Blochmann Assistent am Institut für Zoologie in Heidelberg. Erneut unter Bütschlis Vorsitz wurde er 1885 habilitiert und fungierte seit dem 28. November als Privatdozent. Die außerordentliche Professur schließlich erhielt er 1888. Am 29. Mai 1891 wurde Blochmann ordentlicher Professor der Zoologie und vergleichenden Anatomie an der Universität Rostock und somit Nachfolger von Max Braun. Außerdem wurde er Direktor der zoologischen Sammlungen sowie des Instituts für Zoologie und Mitglied der Prüfungs-Kommission für Kandidaten zum höheren Lehramt. Im gleichen Jahr vermählte er sich in Heidelberg mit Anna, der Tochter des dortigen Historikers Eduard Winkelmann, welcher Ehe drei Söhne und zwei Töchter entstammen.
Einer Berufung zur ordentlichen Professur an die Universität Tübingen kam Blochmann zu Michaelis 1898 nach. In Rostock wurde sein Nachfolger Oswald Seeliger (1858–1908). In Tübingen verstarb er 1931 im Alter von 73 Jahren.
Blochmann besaß eine Begabung für Morphologie, die sich Hermann Weber unter anderem durch [s]ein wunderbares Gedächtnis erklärt. Er verfasste ein Werk über die Süßwasserprotozoen und führte Bütschlis Vorlesungen über vergleichende Anatomie weiter.
1925 wurde er Ehrenmitglied des Vereins für vaterländische Naturkunde in Württemberg.

## Schriften
- Untersuchungen über den Bau der Brachiopoden (zwei Teile, 1892/1900), doi:10.5962/bhl.title.6814 doi:10.5962/bhl.title.14915
- Die mikroskopische Tierwelt des Süßwassers, I: Protozoa (1895), doi:10.5962/bhl.title.3762
- Ist die Schutzpockenimpfung mit allen notwendigen Kautelen umgeben? (Tübingen 1904)
- Die Brachiopoden der schwedischen Südpolarexpedition (Stockholm 1912)